# Václav Bunc
Václav Bunc (* 19. září 1947 Kolín) je český vědecký pracovník, profesor UK, spisovatel a publicista, který se zabývá kinantropologií a fyziologií zátěže. V letech 2003–2010 byl děkanem Fakulty tělesné výchovy a sportu UK.

## Vzdělání
V roce 1970 absolvoval FEL ČVUT v Praze, titul CSc. v aplikované fyzice obhájil v roce 1979 tamtéž. V roce 1993 byl jmenován docentem v oboru Kinantroipologie – fyziologie zátěže a v roce 1998 profesorem ve stejném oboru. Řízení proběhlo na Fakultě tělesné výchovy a sportu UK. Profesor Bunc hovoří anglicky, německy a rusky.

## Působení
V letech 1970–1973 pracoval jako výzkumný pracovník v Tesla VÚST A. S. Popova, 1973–1975 byl interním aspirantem na FEL ČVUT Praha, od roku 1975 působí na FTVS UK, zprvu jako vědecký pracovník a od roku 1991 jako vedoucí vědecký pracovník. Od roku 1993 do 2003 a 2010–2013 vedoucí Laboratoře sportovní mechaniky FTVS, 2003–2010 děkan FTVS UK, 2013–2017 proděkan. 1998–2002 předseda Společnosti vědecké sekce GAUK, ve stejném období člen předsednictva GAUK.
Věnuje se zejména aplikaci matematických metod a modelů v tělesné výchově a sportu, využití biokybernetiky pro hodnocení tělesné zdatnosti, zátěžová fyziologii, funkčnímu testování v laboratoři a v terénu, tělesnému složení, BIA metodám, pohybovým režimům v primární a sekundární prevenci jak u zdravých, tak u hendikepovaných a ve sportovním tréninku.
Jako první autor publikoval více než 400 sdělení v domácích vědeckých časopisech a více než 150 v zahraničí, zhruba stejné počty jako spoluautor (86 zdrojů v databázi Web of Science, 454 citačních ohlasů tamtéž, 144 záznamů v databázi Sportdiscus). Jeho H-index je 12, absolvoval více než 300 vystoupení na tuzemských konferencích a cca 130 na zahraničních.
Krátkodobé studijní a přednáškové pobyty: USA, Kanada, Austrálie, Brazílie, Velká Británie, SRN, Francie, Norsko, Švédsko, Itálie, Španělsko, Rakousko, Švýcarsko a další. Od roku 1987 je hostujícím profesorem na Univerzitě v Grazu.
Působí jako hodnotitel vědeckých publikací v tuzemsku i v zahraničí, je členem českých i zahraničních odborných a vědeckých společností a školitelem PhD na FTVS i jinde. Pod jeho vedením absolvovalo 3 + 39 studentů PGS. Je členem redakčních rad Acta Kinantropologica, Acta Universitatis Kinatropologica, Medicina Sportiva Bohemica & Slovaca, Journal of Physiology, Journal of Women's Health, Journal of Sport Sciences atd. ČOV V letech 2004–2010 byl členem Českého olympijského výboru, člen vědecké rady UK, UKo FTVŠ Bratislava atd.
Byl řešitelem řady tuzemských i zahraničních projektů s výše uvedenou problematikou, hlavním řešitelem
tří výzkumných záměrů MŠMT ČR (1993–2005 a 2007–2013), GAČR 1995–1998, MŠMT, FRVŠ, a jiné.